# Act III
 (janvier 2017).
Si vous disposez d'ouvrages ou d'articles de référence ou si vous connaissez des sites web de qualité traitant du thème abordé ici, merci de compléter l'article en donnant les références utiles à sa vérifiabilité et en les liant à la section « Notes et références ».
Albums de Death Angel
Frolic through the Park
(1988) Fall from Grace
(1990)
Act III est le troisième album du groupe de thrash metal Death Angel, sorti en 1990. L'album a été produit et enregistré par Max Norman.

## Liste des titres
| 1.    | Seemingly Endless Time                                  | 3:50 |
| 2.    | Stop (Cavestany, Mark Osegueda)                         | 5:10 |
| 3.    | Veil of Deception (Cavestany, Galeon, Osegueda)         | 2:34 |
| 4.    | The Organization (Cavestany, Andy Galeon)               | 4:17 |
| 5.    | Discontinued (Cavestany, Galeon, Gus Pepa, Dennis Pepa) | 5:52 |
| 6.    | A Room with a View                                      | 4:42 |
| 7.    | Stagnant (Cavestany, Galeon)                            | 5:35 |
| 8.    | EX-TC (Cavestany, Osegueda)                             | 3:05 |
| 9.    | Disturbing the Peace                                    | 3:53 |
| 10.   | Falling Asleep                                          | 5:56 |
| 44:48 |                                                         |      |